# Xian de Pingyi
Le xian de Pingyi (平邑县 ; pinyin : Píngyì Xiàn) est un district administratif de la province du Shandong en Chine. Il est placé sous la juridiction de la ville-préfecture de Linyi.

## Démographie
La population du district était de 976 322 habitants en 1999.